# Rune Jarstein
Rune Almenning Jarstein (Porsgrunn, 29 de setembro de 1984) é um futebolista profissional norueguês que atua como goleiro. Atualmente, joga no Herkules, da Noruega.

## Carreira
Rune Jarstein foi revelado pelo Odd Grenland Skien, onde ficou até 2008, quando foi vendido ao Rosenborg por um milhão e meio de euros. Em 2010, foi vendido ao Viking por 400 mil euros. Jarstein está no Hertha Berlin desde 2013.

## Títulos
- Eliteserien: 2009
- Supercopa da Noruega: 2010